# Rancho Nuevo, Pedro Ascencio Alquisiras
Rancho Nuevo är en ort i Mexiko.   Den ligger i kommunen Pedro Ascencio Alquisiras och delstaten Guerrero, i den södra delen av landet, 120 km sydväst om huvudstaden Mexico City. Rancho Nuevo ligger 1 929 meter över havet och antalet invånare är 133.
Terrängen runt Rancho Nuevo är lite bergig. Runt Rancho Nuevo är det ganska glesbefolkat, med 35 invånare per kvadratkilometer. Närmaste större samhälle är Ixcateopan de Cuauhtémoc, 5,7 km söder om Rancho Nuevo. I omgivningarna runt Rancho Nuevo växer huvudsakligen savannskog.